# Исии, Томохиро
Томохиро Исии (яп. 石井 智宏, род. 10 декабря 1975, Кавасаки, Канагава) — японский рестлер, в настоящее время выступающий в New Japan Pro-Wrestling (NJPW). Он также известен своей работой в независимом промоушене Fighting World of Japan Pro Wrestling (Riki Pro), где он работал за кулисами в качестве председателя.
Несмотря на то, что большую часть своей карьеры Исии не имел звездного статуса и не выиграл ни одного крупного титула, он стал культовым среди поклонников, и в феврале 2013 года Дэйв Мельтцер из Wrestling Observer Newsletter назвал его «вероятно, одним из самых недооцененных парней в бизнесе». Статус Исии в NJPW начал расти в начале 2013 года, и в феврале 2014 года он завоевал свой первый титул в промоушене — чемпионство NEVER в открытом весе, который впоследствии завоевывал рекордные шесть раз. В дальнейшем он завоевывал командное чемпионство IWGP один раз и командное чемпионство шести человек NEVER в открытом весе дважды.
Благодаря сотрудничеству NJPW с американским Ring of Honor (ROH) и британским Revolution Pro Wrestling (RPW), он также однажды выиграл телевизионное чемпионство мира ROH и дважды стал неоспоримым чемпионом Великобритании в тяжелом весе.

## Титулы и достижения
- Apache Pro-Wrestling Army
  - Чемпион WEW в тяжёлом весе (1 раз)[4][5]
- Fighting World of Japan Pro Wrestling
  - Турнир Young Magma (2003)[4]
- New Japan Pro-Wrestling
  - Командный чемпион IWGP (1 раз) — с Тору Яно[6]
  - Чемпион NEVER в открытом весе (6 раз)[7]
  - Командный чемпион шести человек NEVER в открытом весе (2 раза) — с Береттой и Тору Яно (1), Хируки Гото и Ёси-Хаси (1)[8]
- Pro Wrestling Illustrated
  - № 37 в топ 500 рестлеров в рейтинге PWI 500 в 2016[9]
- Pro Wrestling Zero1-Max
  - Международный командный чемпион NWA в лёгком весе (1 раз) — с Тацухито Такайвой[4][10][11]
- Revolution Pro Wrestling
  - Чемпион Британии в тяжелом весе (2 раза)
- Ring of Honor
  - Телевизионный чемпион мира ROH (1 раз)[12]
- SoCal Uncensored
  - Матч года (2017) пр. Кенни Омеги (NJPW, 2 июля)[13]
- Tenryu Project
  - Командный чемпион шести человек Tenryu Project (2 раза) — с Араси и Сувамой (1), и Араси и Гэнъитиро Тэнрю (1)[14]
- Tokyo Sports
  - Награда за выдающиеся достижения (2014)
- Wrestle Association «R»
  - Международный командный чемпион WAR в полутяжёлом весе (2 раза) — с Юдзи Ясураока[4][15]
- Wrestling Observer Newsletter
  - Лучший броулер (2014—2019)[16][17][18][19][20]
  - Лучший броулер десятилетия (2010-е)[21]

### Luchas de Apuestas
| Победитель          | Проигравший            | Место | Шоу              | Дата           | Прим.  |
| ------------------- | ---------------------- | ----- | ---------------- | -------------- | ------ |
| Маска Тигра (маска) | Томохиро Исии (волосы) | Токио | Fantastica Mania | 23 января 2011 | [ 22 ] |